# Chopin (Orefice)
Chopin és una obra dramaticomusical en quatre actes composta  per Giacomo Orefice sobre un llibret en italià d'Angiolo Orvieto. Es va estrenar el 25 de novembre de 1901 al Teatro Lirico de Milà.
L'estrena al Gran Teatre del Liceu es va produir el 30 de desembre de 1939, en la primera temporada després de l'acabament de la guerra civil.